# Maurizio
Maurizio  è un nome proprio di persona italiano maschile.

## Varianti
- Ipocoristici: Mauri
- Femminili: Maurizia

### Varianti in altre lingue
- Asturiano: Mouricio[3]
- Basco: Maurixi[3]
- Bulgaro: Маврикий (Mavrikij)
- Catalano: Maurici[3]
- Francese: Maurice[1][4]
  - Femminili: Mauricette[1]
- Gallese: Meurig[1], Meuric[1]
- Galiziano: Mauricio
- Greco moderno: Μαυρίκιος (Maurikios)
- Inglese: Maurice[1][4], Mauritius[5], Morris[1], Moris[1]
  - Ipocoristici: Mo[1], Moe[1]
- Irlandese: Muiris[1]
- Latino: Mauritius[1][2][4]
- Lettone: Maurīcijs
- Ligure: Maoriçio[6]
- Lituano: Mauricijas
- Macedone: Маврикиј (Mavrikij)
- Polacco: Maurycy[1], Maurycjusz
- Portoghese: Maurício[1]
- Olandese: Maurits[1]
- Rumeno: Mauriciu
- Russo: Маврикий (Mavrikij)
- Serbo: Маврикије (Mavrikije), Мауриције (Mauricije)
- Serbo-Croato: Mavrikije
- Spagnolo: Mauricio[1][3]
- Tedesco: Moritz[1]
- Ucraino: Маврикій (Mavrykij)
- Ungherese: Móric[1], Maurikiosz

## Origine e diffusione
Deriva dal latino Mauritius, un supernomen (ovvero un secondo cognome) di età imperiale, poi divenuto nome individuale. È un patronimico del nome Mauro, e ha quindi il significato di "di Mauro", "figlio di Mauro".
In Inghilterra si diffuse con la conquista normanna, e durante il Medioevo era comune nelle formi Morris e Moris.

## Onomastico
L'onomastico si festeggia il 22 settembre in memoria di san Maurizio, capitano della Legione Tebea che subì il martirio con tutti i suoi commilitoni per ordine di Massimiano Erculeo. Si ricordano anche con questo nome, alle date seguenti:
- 20 aprile, beato Maurizio Mac Kenraghty, sacerdote e martire a Clonmel[7]
- 24 aprile, san Maurizio, martire con Giorgio e Tiberio a Pinerolo[7]
- 10 luglio, san Maurizio, martire con altri compagni presso Nicopoli sotto Licinio[7]
- 11 agosto, beato Maurice Tornay, sacerdote e martire in Tibet[7]
- 29 settembre, san Maurizio di Langonnet, abate[7]
- 28 novembre, san Maurizio, imperatore[7]

## Persone
- Maurizio, imperatore bizantino

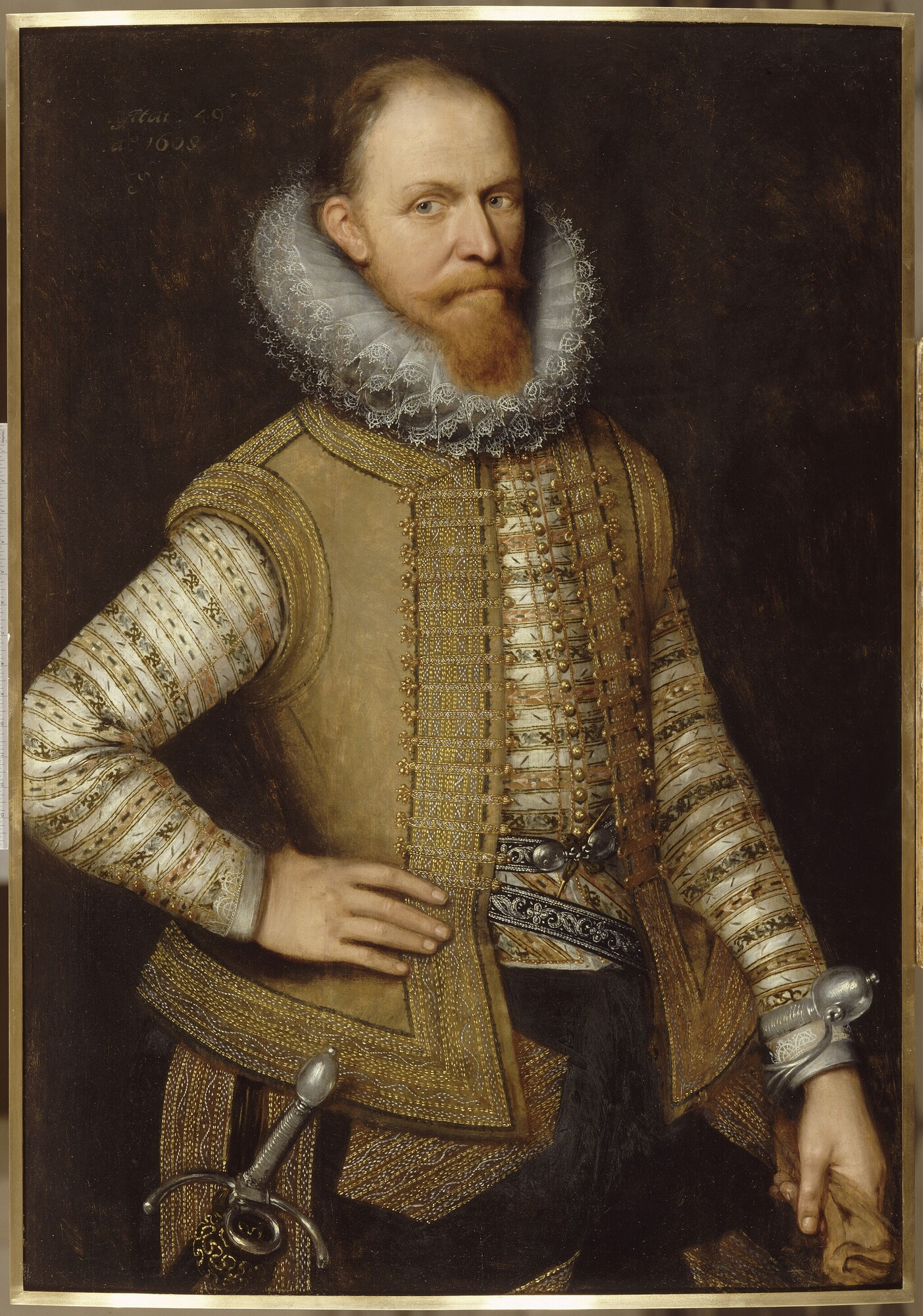
Maurizio di Nassau

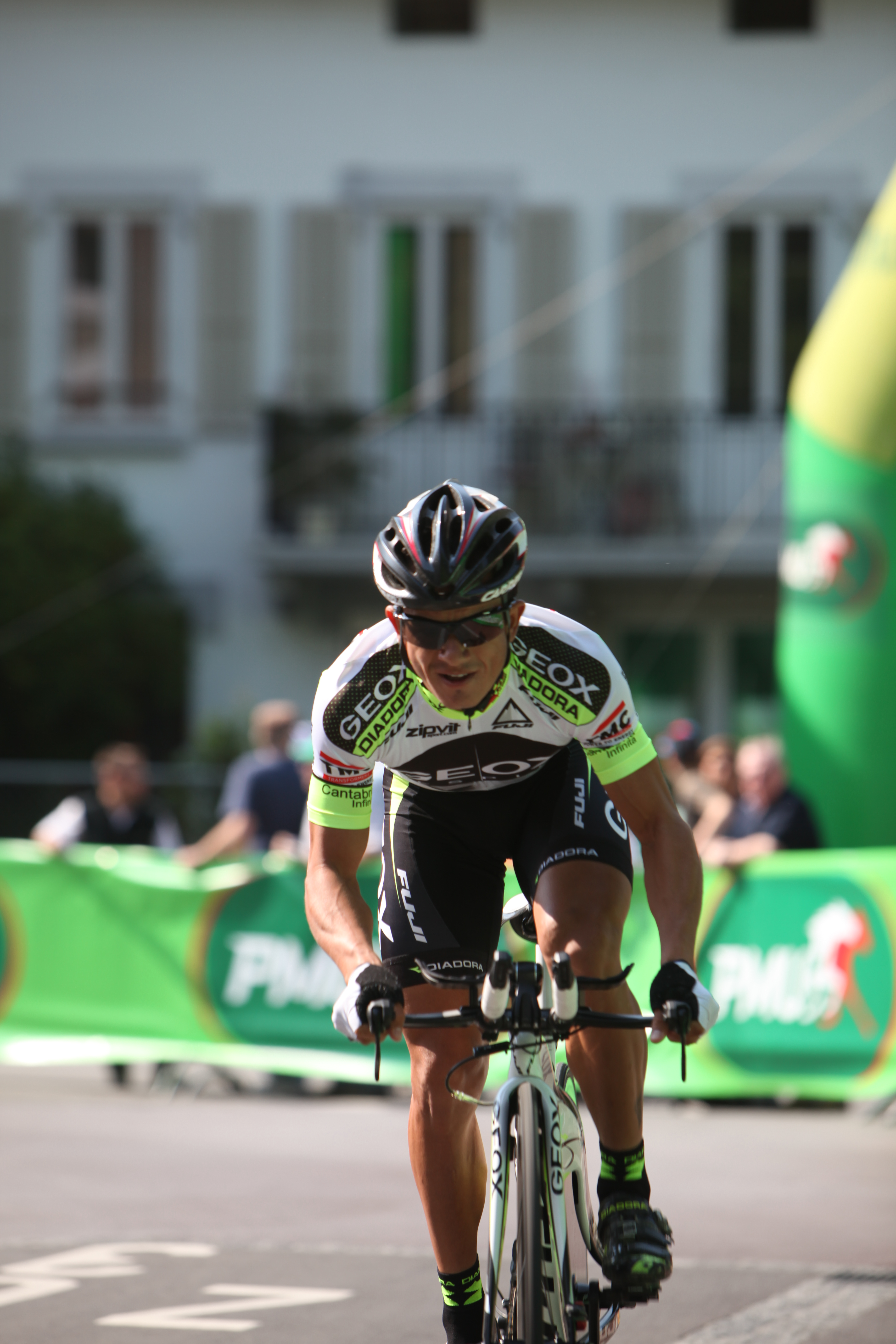
Mauricio Ardila

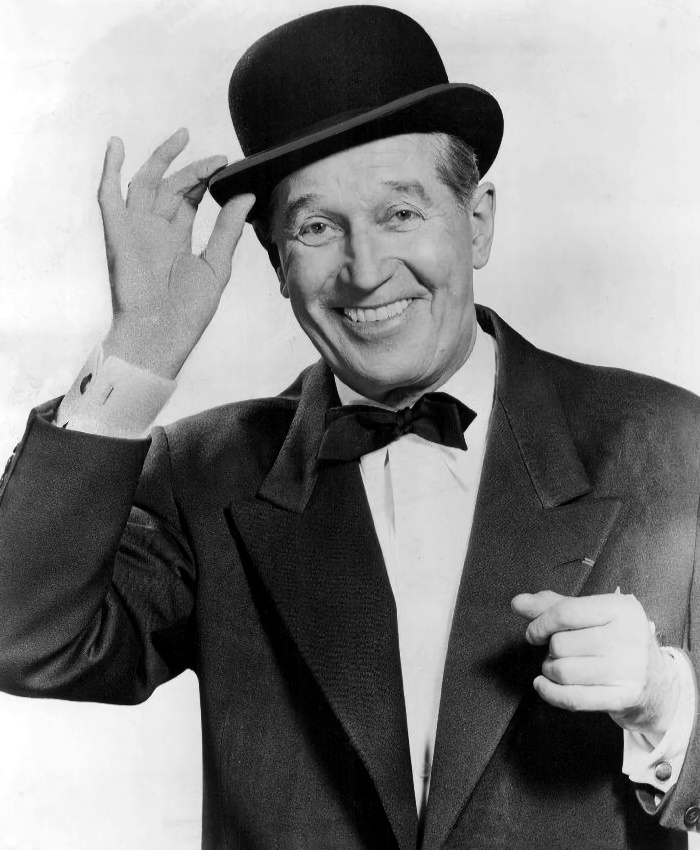
Maurice Chevalier

- Maurizio di Nassau, principe di Orange
- Maurizio di Sassonia (1696 - 1750) generale francese, conte di Sassonia e maresciallo di Francia
- Maurizio di Sassonia (1521 – 1553), duca di Sassonia e successivamente principe elettore di Sassonia
- Maurizio Arcieri, cantante, conosciuto anche come Maurizio
- Maurizio Arena, attore italiano
- Maurizio Cattelan, artista italiano
- Maurizio Costanzo, giornalista, conduttore televisivo, autore televisivo, sceneggiatore e regista italiano
- Maurizio Crozza, attore e comico italiano
- Maurizio Landini, sindacalista italiano
- Maurizio Lastrico, attore e comico italiano
- Maurizio Merli, attore italiano
- Maurizio Nichetti, attore, sceneggiatore, regista e produttore cinematografico italiano
- Maurizio Mosca, giornalista e conduttore televisivo italiano
- Maurizio Turco, politico italiano
- Maurizio Vandelli, cantante italiano

### Variante Mauricio
- Mauricio Ardila, ciclista su strada colombiano
- Maurício dos Santos Nascimento, calciatore brasiliano, noto semplicemente come Mauricio
- Mauricio Isla, calciatore cileno
- Mauricio Kagel, compositore argentino
- Mauricio Pellegrino, calciatore e allenatore di calcio argentino
- Mauricio Pinilla, calciatore cileno
- Mauricio Pochettino, calciatore e allenatore di calcio argentino
- Mauricio Rua, artista marziale misto brasiliano
- Mauricio Soler, ciclista su strada colombiano

### Variante Maurice

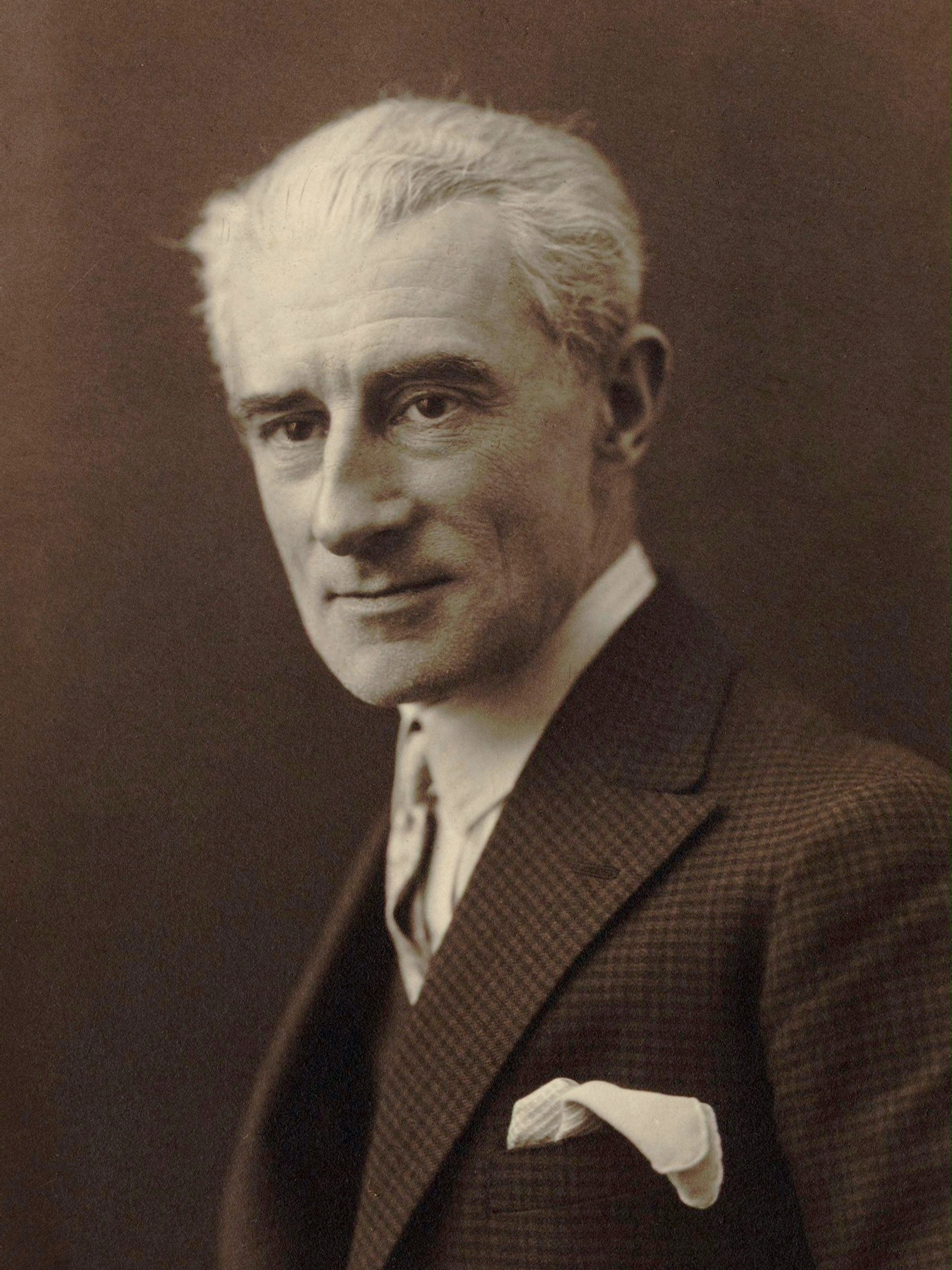
Maurice Ravel

- Maurice Béjart, danzatore e coreografo francese
- Maurice Chevalier, attore e cantante francese
- Maurice Costello, attore e regista statunitense
- Maurice Gibb, cantante, compositore, arrangiatore e produttore mannese naturalizzato australiano
- Maurice Jarre, musicista e compositore francese
- Maurice Maeterlinck, poeta, commediografo e saggista belga
- Maurice Merleau-Ponty, filosofo francese
- Maurice Novarina, architetto francese
- Maurice Ravel, compositore francese
- Maurice Sendak, scrittore e illustratore statunitense
- Maurice Utrillo, pittore francese

### Variante Maurits

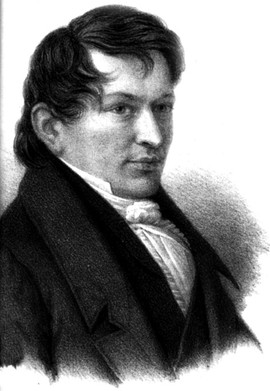
Maurits Hansen

- Maurits De Schrijver, calciatore belga
- Maurits Cornelis Escher, incisore e grafico olandese
- Maurits Hansen, scrittore e insegnante norvegese
- Maurits van Löben Sels, schermidore olandese

### Variante Moritz

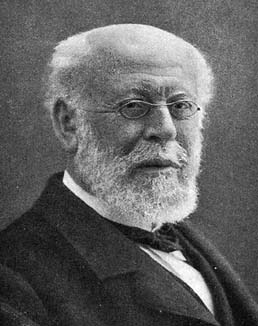
Moritz Cantor

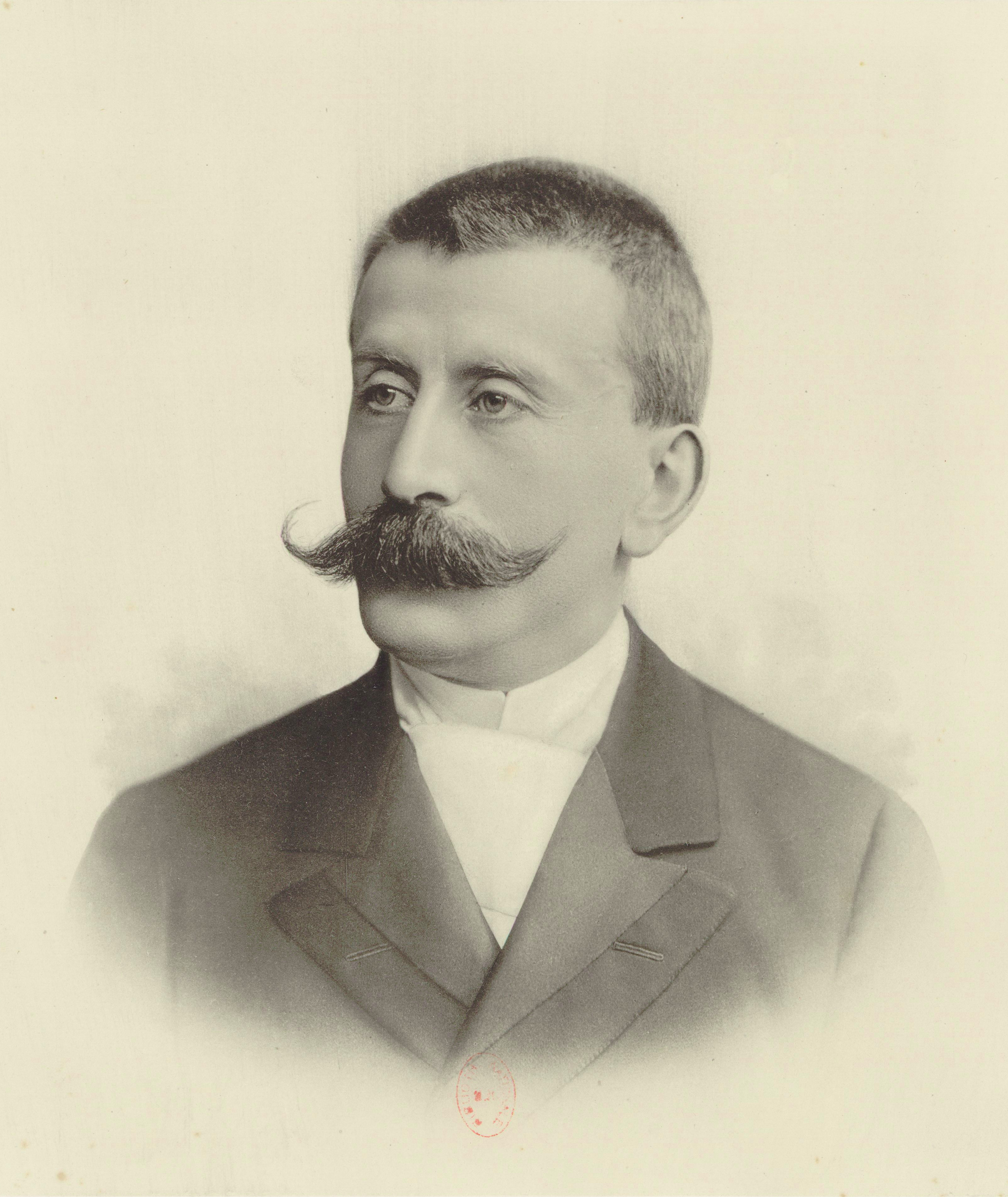
Moritz Moszkowski

- Moritz Auffenberg von Komarów, generale e politico austriaco
- Moritz Bleibtreu, attore tedesco
- Moritz Cantor, matematico tedesco
- Moritz de Hadeln, critico cinematografico britannico
- Moritz Eggert, compositore e pianista tedesco
- Moritz Geiger, filosofo tedesco
- Moritz Glaser, attore tedesco
- Moritz Hartmann, poeta austriaco
- Moritz Hauptmann, compositore e musicologo tedesco
- Moritz Kaposi, medico ungherese
- Moritz Kellerhoven, pittore tedesco
- Moritz Kleine-Brockhoff, cestista e giornalista tedesco
- Moritz Leitner, calciatore tedesco
- Moritz Leuenberger, politico e avvocato svizzero
- Moritz Litten, medico tedesco
- Moritz Lotze, fotografo tedesco
- Moritz Manfroni von Manfort, ammiraglio austriaco
- Moritz Moszkowski, compositore e pianista polacco
- Moritz Pasch, matematico tedesco
- Moritz Schiff, fisiologo, anatomista e medico tedesco
- Moritz Schlick, fisico e filosofo tedesco
- Moritz Abraham Stern, matematico tedesco
- Moritz Stoppelkamp, calciatore tedesco
- Moritz Volz, calciatore tedesco
- Moritz Hermann von Jacobi, fisico e ingegnere prussiano
- Moritz Karl Ernst von Prittwitz, generale prussiano
- Moritz von Schwind, pittore austriaco

### Variante Morris

Morris Chestnut

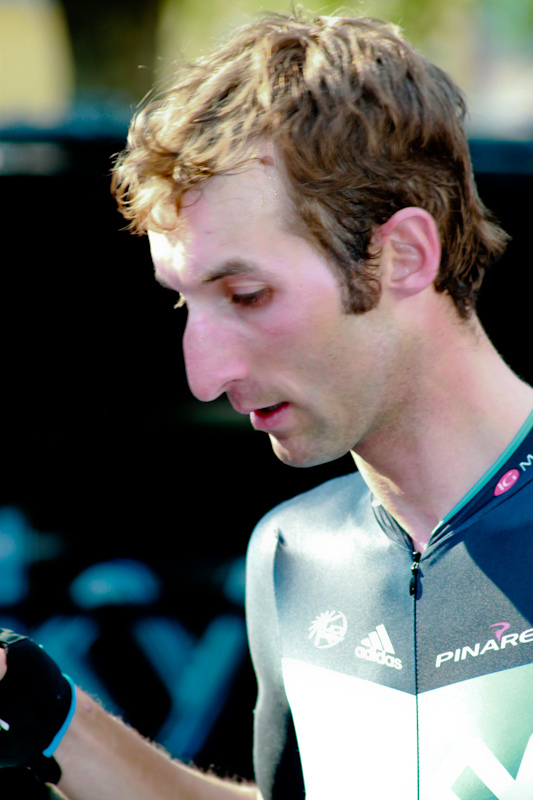
Morris Possoni

- Morris Albert, cantautore, musicista e compositore brasiliano
- Morris Almond, cestista statunitense
- Morris Bates, calciatore britannico
- Morris Chestnut, attore statunitense
- Morris Claiborne, giocatore di football americano statunitense
- Morris Raphael Cohen, filosofo e insegnante statunitense
- Morris Finley, cestista statunitense
- Morris R. Jeppson, militare statunitense
- Morris K. Jessup, scrittore statunitense
- Morris Kirksey, atleta e rugbista a 15 statunitense
- Morris Kline, matematico statunitense
- Morris Louis, pittore statunitense
- Morris McHone, allenatore di pallacanestro e dirigente sportivo statunitense
- Morris Peterson, cestista statunitense
- Morris Possoni, ciclista su strada italiano
- Morris Simmonds, medico e patologo tedesco
- Morris Stoloff, compositore statunitense
- Morris West, scrittore australiano

### Altre varianti maschili
- Meurig, sovrano di Gwent

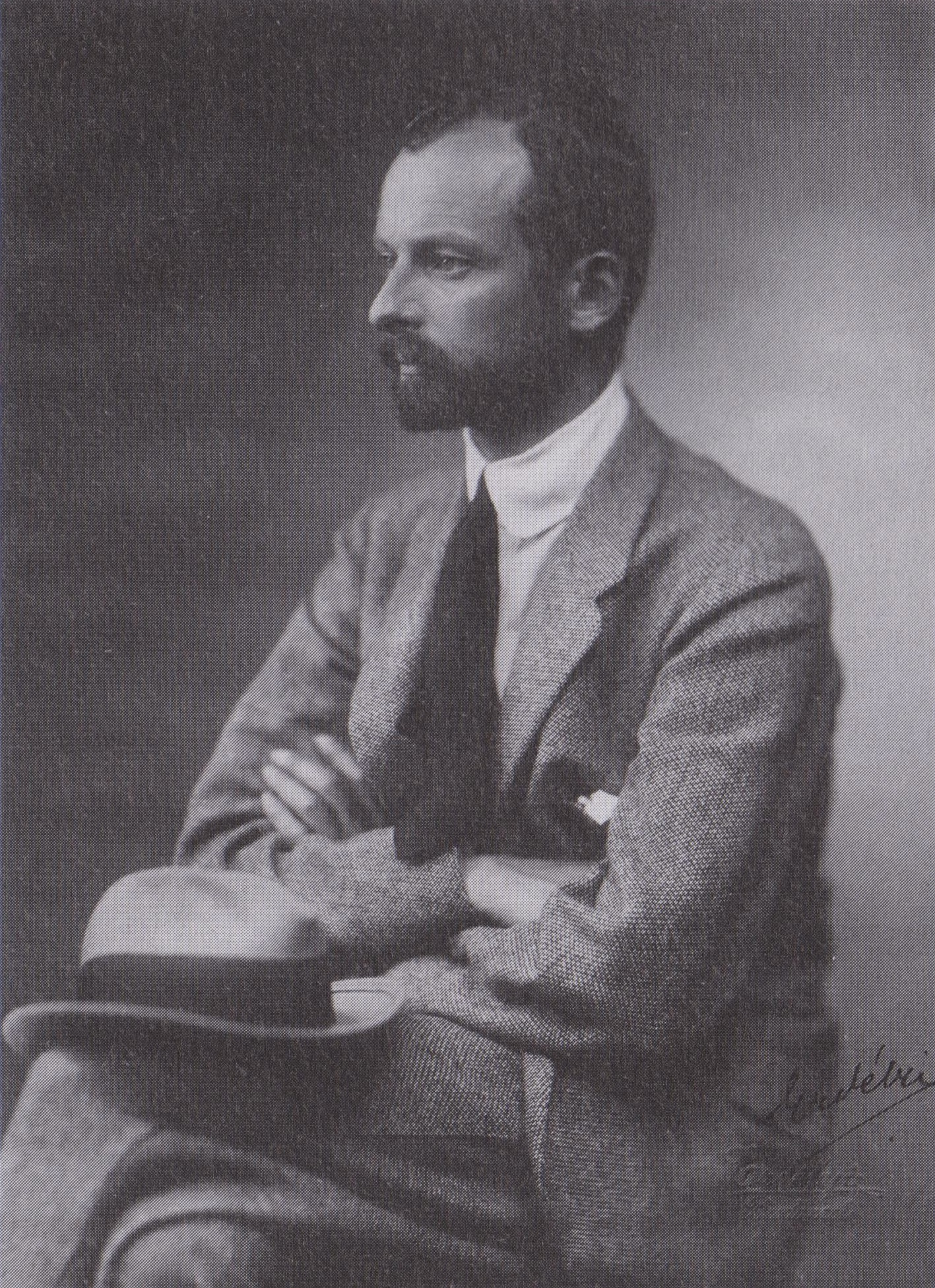
Móric Esterházy

- Meurig II, re di Gwent e Glywyssing
- Maurício Alves Peruchi, calciatore brasiliano
- Moris Carrozzieri, calciatore italiano
- Maurício de Lima, pallavolista brasiliano
- Móric Esterházy, politico ed aristocratico ungherese
- Maurício Gugelmin, pilota automobilistico brasiliano
- Moris Masetti, cestista italiano
- Maurycy Mochnacki, pubblicista polacco

### Variante femminile Maurizia
- Maurizia Borri, pallavolista italiana
- Maurizia Cacciatori, pallavolista italiana
- Maurizia Giusti, vero nome di Syusy Blady, conduttrice televisiva e cabarettista italiana
- Maurizia Paradiso, pornoattrice, conduttrice televisiva e cantante italiana

## Il nome nelle arti
- Maurizio Alberghini è un personaggio dei videogiochi della serie The Sims.
- Maurice è un personaggio del film Disney del 1991 La bella e la bestia.
- Maurice Hall è il protagonista del libro suo omonimo, Maurice di E. M Forster, e del film a esso ispirato, Maurice, dove è interpretato da James Wilby.
- Morris è un personaggio della serie animata dei Pokémon.
- Moritz Van Norden è un personaggio della soap opera Tempesta d'amore.